# Alexander von Bülow (Staatsminister)

Alexander von Bülow

Alexander Friedrich Wilhelm August Ferdinand von Bülow (* 25. Februar 1829 in Ludwigslust; † 13. Juli 1901 in Schwerin) war ein deutscher Jurist und Staatsminister in Mecklenburg-Schwerin.

## Leben
Alexander von Bülow war ein Sohn des Kammerherrn, Rittergutsbesitzers und späteren Oberhofmarschalls Jaspar Friedrich von Bülow auf Rodenwalde. Er studierte an der Ruprecht-Karls-Universität Rechtswissenschaft und wurde 1848 im Corps Vandalia Heidelberg recipiert. Als Inaktiver wechselte er an die heimatliche Universität Rostock, Er ließ sich zunächst als Landwirt nieder. 1858 wurde er zum Kammerherrn ernannt. 
Ab 1871 war er Fideikommissherr auf Goldenbow, Rodenwalde und Gosau. 1879 wurde er Landrat im Herzogtum Schwerin, 1886 großherzoglich mecklenburg-schwerinscher Staatsminister, Präsident des Geheimen Rates ebenda sowie Bevollmächtigter zum Deutschen Bundesrat für beide mecklenburgischen (Teil–) Großherzogtümer.
Er war seit 1858 zu Neustrelitz mit Leopoldine Sophie Georgine von Lücken (1834–1896) verheiratet, Tochter des großherzoglich mecklenburg-schwerinschen Elbzollinspektors in Boizenburg/Elbe Rudolf von Lücken und dessen Frau der Charlotte, geb. Wendt. Das Ehepaar hatte den Sohn Henning von Bülow (1868–1942), der später ebenfalls Kammerherr und Gutsbesitzer war. Der Erbe konnte die Besitzungen, bis auf Rodenwalde, welches er an Hans Merensky verkaufte, bewirtschaften.

## Ehrungen
- Hausorden der Wendischen Krone, Großkreuz